# Хидротехнически комплекс „Никопол – Турну Мъгуреле“
Хидротехническият комплекс „Никопол – Турну Мъгуреле“ е планирано хидротехническо съоръжение на река Дунав, между България и Румъния.
Основният му елемент е язовир на река Дунав със стена на 7 km над Белене, който трябва да улесни корабоплаването при ниски води и да се използва за производство на електроенергия. За образуването на язовира трябва да се изгради насипна язовирна стена и да се коригира чрез диги коритото на реката в протежение на 282 km над язовирната стена. Стената трябва да е оборудвана с две шлюзови системи за преминаване на кораби и рибен проход. По нея трябва да преминава пътна и железопътна връзка, а в двата ѝ края да се изгради по една водноелектрическа централа с инсталирана мощност 400 MW и очаквано годишно производство от 2200 GWh електроенергия.
През 1975 година е изработен технически проект за съоръжението. По изпълнението на обекта се работи през 1978 – 1980 и 1986 – 1990 година, като за тази цел в България е създадена специална Военна хидростроителна организация. Изпълнени са подготвителните работи на площадки на двата бряга и е отклонен ръкавът северно от румънския остров Белина, върху който трябва да се строи част от стената. Въпросът за подновяване на проекта се обсъжда периодично на междуправителствено ниво, например при срещата на министър-председателите на България и Румъния Пламен Орешарски и Виктор Понта през 2013 година.

## Вижте още
- Хидротехнически комплекс „Силистра – Кълъраш“